# Petar Trbojević
Petar Trbojević (szerb cirill átírással: Петар Трбојевић) (Niš, 1973. szeptember 9. –) olimpiai ezüst- (2004) és bronzérmes (2000), világbajnok (2005) és Európa-bajnok (2001, 2006) szerb vízilabdázó, a VK Budva játékosa.